# 藏區連環自焚事件

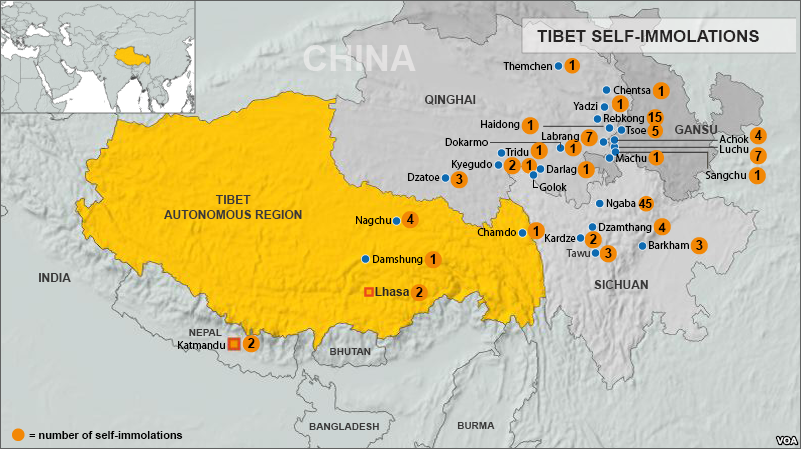
截至2012年8月27日所发生的自焚事件分布图，大多案件在發生自治區外的大西藏地区中

藏区连环自焚事件是自2009年2月起，发生在中国部分傳統藏区内的一系列藏人自焚事件。截至2017年11月，已有约至少150名经报道的喇嘛、女尼或包括農牧民在內的藏人自焚，其中约至少126人死亡，被西藏女作家唯色稱為「是近代史上最偉大最慘烈的政治抗議浪潮。」根据媒体报道，这些自焚者的主要目的是抗议中国政府对藏区的高压統治、宗教自由限制、同化政策，並且要求讓西藏流亡精神領袖達賴喇嘛返回西藏。中华人民共和国政府将事件归咎于中国境外的西藏独立势力，称系列的自焚事件与“达赖集团”的煽动教唆直接相关。不過达赖喇嘛在位時，曾對自焚的行為表示困惑。

## 概况
参与自焚事件的抗议者大多数是寺院的僧侣、尼姑或是还俗的僧人。其中最少5名参与者仍是未成年人。
在中国境内的自焚事件中，有很大一部分发生在四川省的阿坝藏族羌族自治州，其中位于阿坝县的格尔登寺曾发生过多起自焚事件。其余自焚事件发生地则分布在甘肃省、青海省和西藏自治区内。此外在印度和尼泊尔也曾发生过类似事件。

## 發展
2009年2月27日，西藏安多（現四川省阿壩州）的阿壩格德寺僧人扎白在縣城中自焚，中國軍警見狀毫不猶豫地開槍擊倒扎白，同時又不忘對扎白拍打腳踢並滅火，扎白送醫後仍因燒傷面積大不治死亡。扎白是西藏境內第一個自焚的藏人，但並不是第一個自焚的藏人。早在1998年，原籍日喀則的流亡藏人圖登額珠在印度新德里一次絕食抗議至死的活動中自焚身亡。十四世達賴喇嘛隨即發表聲明指出：「我會見了參加絕食的六名藏人，並向他們申明，對包括絕食至死在內的傷害生命的行為不予認同。昨天得知一名藏人因自焚而死亡的消息，感到非常的遺憾⋯⋯我無法認同他們傷害生命的行為，但對他們的勇氣和動機表示欽佩，因為他們是為了六百萬西藏人民的自由權利而獻出自己的生命。」
西藏自治區與鄰近省份陸續举行了公開悼念、抗爭活动。2012年3月15日，為了聲援自焚藏人，青海省當地逾五百名藏人遊行「示威」，17日同仁縣則有多達七千名藏人集會遊行，這次是舉行悼念活動。多位藏人被以涉及火災、協助自殺等理由被中國政府判刑，並派遣武警與醫療人員駐守藏人寺廟。此事件後來被稱作藏区骚乱。2012年11月，藏人自焚事件猛增，在青海省，一个月内有至少20名自焚者丧生 。2012年11月9日仍爆發近來最大規模的藏人街頭抗議，青海省黃南藏族自治州同仁縣上萬名學生走上街頭，連續兩天示威，聲援自焚藏人、公開降下五星旗，並譴責當局對西藏採行的嚴厲鎮壓，試圖爭取更多自由。為防藏人示威情勢蔓延，中国政府已派遣大批軍警進駐。
中国政府把藏人自焚歸咎“達賴集团”。2012年12月9日，中国政府宣布侦破系列煽动教唆胁迫自焚杀人案，并表示“有充分证据证明自焚系达赖集团策划”。西藏流亡内阁与议会对此予以否认 。達賴喇嘛則多次公開呼籲中國政府徹查藏人自焚原因。BBC指出，由於中國政府禁止外籍記者進入藏區，外界因此很難獨立證實藏人自焚事件的原因及實際數量。儘管中国大陆媒体偶爾也會報導藏人自焚，但並非所有自焚事件都會經由官方媒體證實。

## 外界反應

### 聯合國
聯合國人權事務高級專員皮萊2012年11月公開呼籲，敦促中國政府允許獨立人權觀察員進入西藏調查自焚事件深層原因，但中國政府拒絕了獨立調查的請求。

### 諾貝爾和平獎得主聯名
2012年4月3日，12位諾貝爾和平獎得主聯名致信胡錦濤，呼籲中國政府傾聽藏人的聲音，並以開放的態度與達賴喇嘛進行對話。該聲明呼籲「我們謹特別促請中國政府釋放所有遭到任意拘押的人，停止恐嚇、騷擾和拘押和平抗議者，允許記者、外國外交人員和國際組織無限制地進入西藏，尊重宗教自由。只有當您的政府允許新聞媒體和聯合國人權調查人員充分地接觸西藏的時候，國際社會才會對您的政府恢復信心，理解這一點是特別重要的。如果不能充分接觸西藏，就不會促成進步，就有可能會失去機會。」簽署公開信者包括南非圖圖大主教、波蘭前總統華勒沙、知名反地雷人士乔迪·威廉姆斯、非洲和平活動家萊伊曼·古博薇、伊朗女律師與人權鬥士希林·伊巴迪等諾貝爾和平獎得主。

### 美國政府
美國國務院發言人努蘭2011年11月4日公開抨擊中華人民共和国政府政府對西藏的政策，這種造成中央與西藏雙方的緊張情勢，促中國應致力於修正「適得其反」的現行西藏政策。
負責民主和全世界事務的美國次國務卿歐塔蘿（Maria Otero）11月3日於國會說明，她對西藏日趨惡化的人權情況十分憂心，美國認為達賴喇嘛可於減緩西藏緊張態勢上扮演一個正面角色，敦促中国政府儘快和達賴恢復實質磋商。

### 歐盟
歐洲議會於2012年6月14日，發表聲明譴責西藏人權狀況惡化，要求歐盟任命西藏問題特別協調員，該員任務為促進西藏人權，經常性前往當地調查，並援助西藏難民。歐洲議會在一份決議案中還要求歐盟觀察員及媒體能夠自由進出西藏，希望中國當局將發生藏民自焚的確切地點告知外界。歐洲特別協調員也將監督中國人權狀況，特別是西藏人權狀況。

### 其他政府
澳洲政府表示希望派出澳洲駐華大使孫芳安（Frances Adamson）前往西藏調查，該大使還將要求北京當局允許澳洲議會代表團走訪西藏，考察西藏基礎建設。

### 國際人權組織
國際特赦組織表示，要求中華人民共和國當局全面評估川藏地區人權狀況，取消當地違反人權的法律和法規，而非強硬壓制。並指責中華人民共和國政府以拘捕、送監甚至殺戮來應對藏民的抗議，同時要求其公布被關押僧侶的地點。
人權觀察執行總裁羅斯指出，中國長期壓制西藏人權，導致社會不穩，引發了藏民的絕望舉動。中華人民共和國政府應聽取、關心藏民的訴求。
英國人權組織「自由西藏」的負責人布里登表示，百人的這個里程碑應該是中國當局的恥辱。「中國殘酷的壓迫手段、宣傳、賄賂都不會有效，只要西藏人無法自由，示威和抗爭就會持續下去。」

### 其他
加拿大西藏人社區連續舉行抗議示威與請願行動，期望加國各界能關注目前事件，2011年10月19日多倫多300名藏人前往中國駐多倫多領事館舉行絕食冒雨抗議，向聯合國請願要求派出國際獨立調查組，且要求在西藏擁有基本人權。發言人彌拉說：“我感覺情況在西藏非常嚴重，悲劇在持續發生，人們為了讓外面的世界知道，他們沒有一點基本的人權，不得不採取自焚的方式。所以，我認為情況非常嚴重。我們緊急尋求國際社會的幫助。”
2012年2月22日，有數十位香港市民前往中聯辦纪念自焚的藏人，展示雪山狮子旗和丧生藏人照片，並为自焚藏人祈祷。

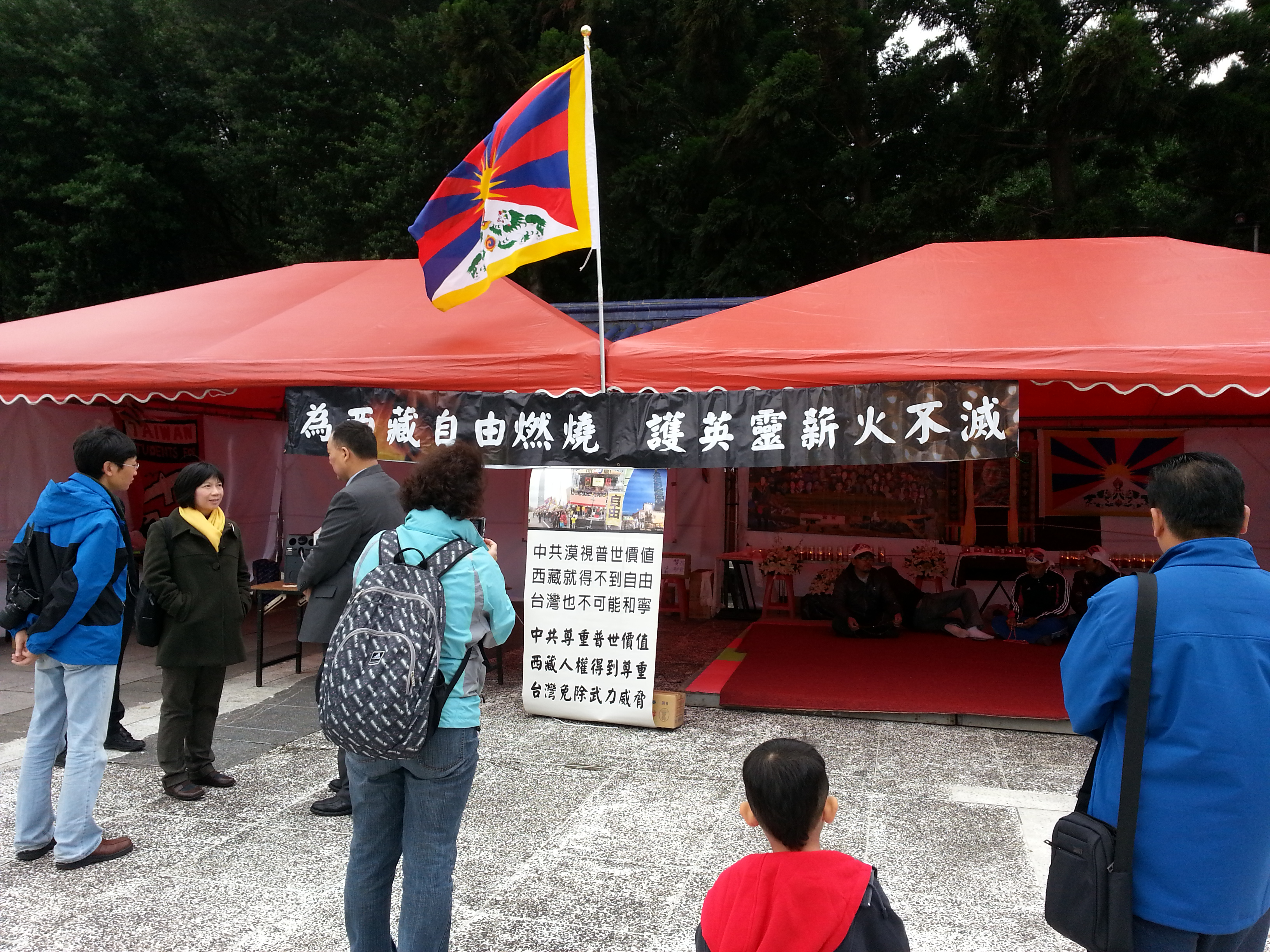
臺灣臺北市自由廣場前的藏人抗議與紀念活動

2012年3月9日，在台灣的藏人上街抬棺抗議，要求時任中華民國總統馬英九關注西藏自焚事件，勿成為中華人民共和国政府迫害藏人的幫凶。
2012年3月10日，為西藏抗暴紀念日53週年，世界各地都發起了許多聲援西藏的遊行活動，在紐約有2,000多名人士10日從布魯克林大橋出發，遊行至聯合國總部，抗議中國對西藏的壓迫，並在聯合廣場舉行燭光悼念晚會。
2012年3月，海外華人在網路上發起聯署聲援藏人的活動，11日內有73個來自全球各地的華人團體聯署，其中包括中國大陸境內的團體。中國持不同政见者楊建利表示：「我們（漢人）需要除掉一个独特的耻辱，那就是藏人的苦难，是由一个主要由漢人组成的政府所造成的。对于中国政权、中国官方，以及中国军人对藏族兄弟姊妹们所做的，我们深感羞耻。」
2012年4月，印度的藏人流亡者向当地儿童讲解自焚事件，并鼓励他们向自焚抗议者致敬。藏青会秘书长丹增曲杰表示有必要向孩子展示这些事实。
2012年5月，中國著名作家與底層研究者廖亦武在德國柏林国际文学节的开幕典礼上，提醒各国作家关心藏区层出不穷的自焚事件，他首先回顾天安门事件那年3月发生的、已经几乎被遗忘的拉萨大屠杀事件，当时寺庙的佛塔被士兵焚毁，喇嘛为了救火，在烈焰中被射杀，“给后继的自焚者开了可叹可泣的先河”。他们“一次次呼喊西藏自由，然后烧透汽油点燃自己，因为实在是忍无可忍。”“西藏人不间断地自焚，作为长期关注西藏的中国作家，一种愤怒和内疚夹杂的情感，让我迫不及待想做点什么。”
2012年5月26日，在奧地利維也納的英雄廣場，成千上萬的群眾聚集聲援西藏人民，無國界醫生和世界醫生組織創始人之一的法國前外交部長貝爾納·庫希內出席支持，達賴喇嘛亦有親臨現場。
2012年8月，中國知名維權藝術家艾未未為藏人發聲，批評中國大陸內部至今無人對藏人的沉痛抗議進行討論，他「為此感到羞恥」，並稱若真有心尊重藏人，應給予獨立生活空間，不應以外在力量干擾藏人生活。
2012年12月10日，比利时的藏人及其同情者在布鲁塞尔举行了大规模抗议活动，据当地媒体报道，至少有600人参加。

2013，华人雕塑艺术家陈维明创作了以西藏僧侣自焚为主题的雕塑《燃烧的西藏》，目前雕像被放置在印度达兰萨拉大昭寺入口处

2020年8月，美国记者芭芭拉·德米克（Barbara Demick）发行新书《噬佛：從一座城市，窥见西藏的劫难与求生》，通过实地采访，记述了四川阿坝成为藏传佛教徒自焚之都的故事。

## 達賴喇嘛的反應
第十四世達賴喇嘛·丹增嘉措2011年11月4日訪問日本地震災區仙台市宮城縣和福島縣時對藏人自焚事件表示：“吾己退休，政策上的事由在美國訪問的藏人行政中央總理洛桑僧格決定。但鄙人身為藏人內心感到悲傷”。達賴喇嘛·丹增嘉措強調“中国政府和地方政府應嚴肅面對、應認真調查藏人自焚的真正原因，為何這些年輕的藏人要自焚。
西藏流亡精神領袖達賴喇嘛·丹增嘉措和多名高僧，在西藏流亡政府許多官員陪同之下於印度達蘭薩拉大昭寺舉辦大型祈願活動，超渡9名自焚僧尼。並和全球各地藏人同時絕食一天。
達賴喇嘛2012年11月又一度公開呼籲中国政府徹查，他表示「中國政府應該認真調查藏人自焚的原因。」「中國政府並沒用認真的態度調查，就光是以指責我來結束案件。」「中國政府如果能對解決西藏發生的悲劇顯示某種態度的話，西藏流亡政府是一貫持有歡迎姿態的。」

## 中华人民共和國政府的反應
由於藏人自焚的人數節節上升，使得中华人民共和國政府面對國際社會對其人權、民族政策的強烈批評。中华人民共和國政府回應自焚是由於「達賴集團」的煽動。並對達賴喇嘛和所谓的西藏流亡政府展開批评。
關於國際社會不斷提出「獨立調查」的要求，中华人民共和国政府没有回应，中方報導中官員的行程比案件排序要先，儘管頻頻邀請外籍媒體「眼見為實」，但外籍記者表示難以進入西藏獨立查證報導。
四川警方抓获罗让贡求等2名主要犯罪嫌疑人，称其接受达赖集团指令，先后煽动教唆胁迫8名无辜人员自焚，造成3人死亡。
依据中华人民共和国法律，协助他人自焚行为属于故意杀人罪。

## 自焚者不完全名單

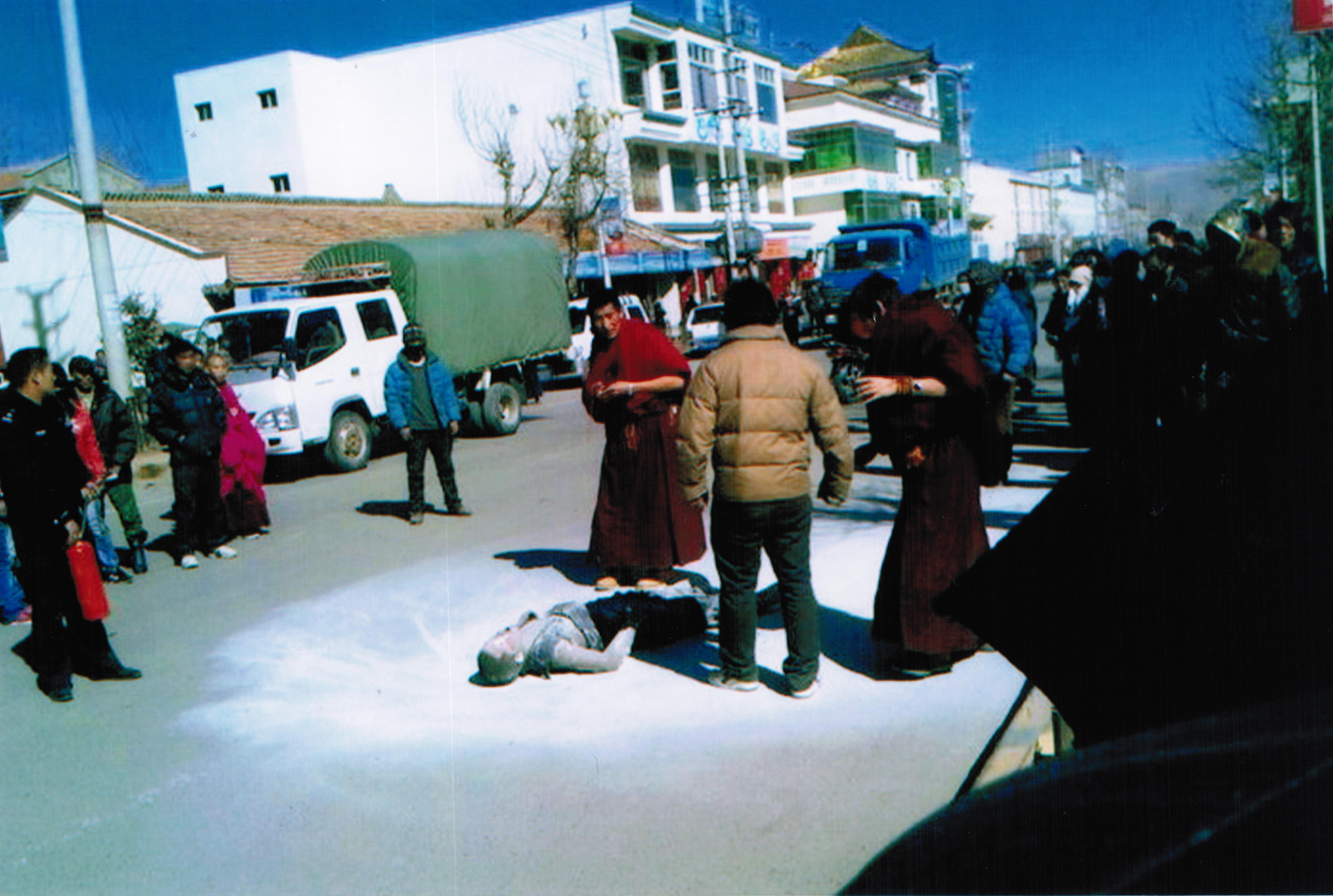
2011年3月16日，平措的自焚現場，地上的白粉為滅火劑

- 2011年3月16日：格爾登寺21歲僧人平措自焚抗議身亡，3名喇嘛遭「故意殺人罪」重判。[19]
- 2011年8月15日：靈雀寺的29歲僧人次旺羅布發佈抗議傳單後自焚死亡。[19]
- 2011年9月26日：格爾登寺僧人洛桑貢確和洛桑格桑自焚被救最終因傷重死亡。[19]
- 2011年10月7日：19歲和18歲的格爾登寺僧人確派與卡央自焚，1死1傷。[19]
- 2011年10月17日：20歲的西藏女尼姑旺默自焚身亡，為首位自焚女尼。[19]

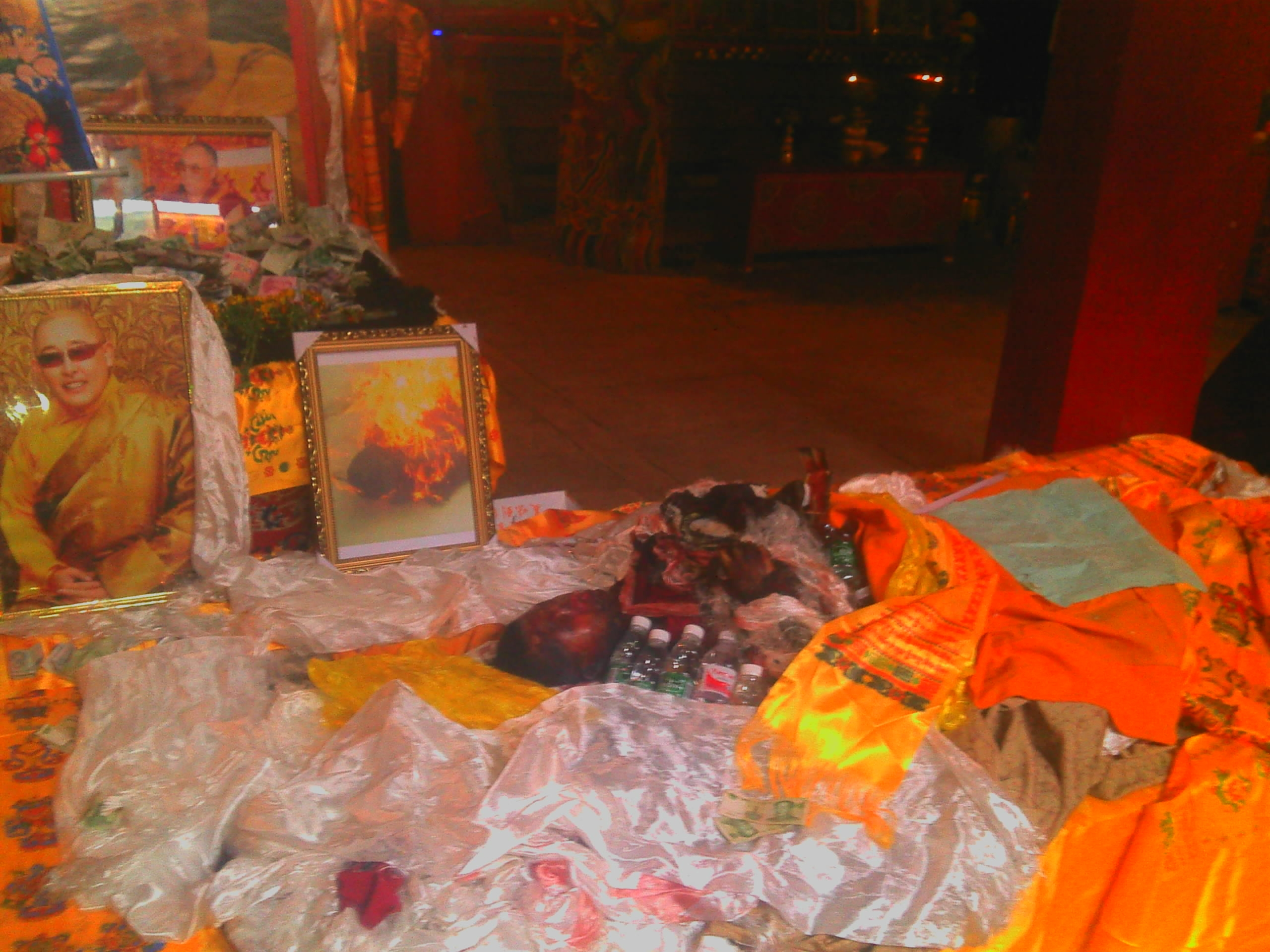
尼措寺内，2011年11月3日自焚的班丹曲措的遗体

- 2011年11月3日：35歲的四川女尼班丹曲措於次旺羅布自焚身亡。[19]
- 2011年11月4日：25歲流亡藏人西熱次多此於Facebook預告將自焚抗議中国政府對藏區的殘酷統治，不久赴中駐印度大使館前自焚重傷，被救起送醫。[19]
- 2012年2月8日：康稱多（今青海省玉樹藏族自治州稱多縣）拉布寺僧人，37歲。2012年2月8日下午1點多，索南熱央在稱多縣稱文鎮自焚，高喊「西藏要自由」、「讓達賴喇嘛尊者返回西藏」，重傷，被軍警強行帶走。起先只知在西寧市某軍醫院治療，右腿被截肢，更多情況不明。但2013年2月21日的報導指，索南熱央被帶回稱多縣拉布鄉家中，雙腿已被截肢，被警方嚴密監控。他出生於拉布鄉玉塘村牧民家庭，父親名叫平措傑。[57]
- 2012年2月11日：19歲的四川女尼丹真曲宗於阿壩縣自焚身亡。[58]
- 2012年2月19日：18歲的朗卓，安多壤塘中壤塘鄉牧民，在中壤塘鄉壤塘大寺前自焚死亡。[59]
- 2012年3月3日：20歲的才讓吉，安多瑪曲藏族中學初三12班學生，自焚身亡。[60]
- 2012年8月10日：24歲覺巴，安多阿壩麥爾瑪鄉牧民，在麥爾瑪鄉自焚身亡。[61]
- 2012年9月29日：27歲的康昌都（今西藏自治區昌都地區昌都縣）嘎瑪區農民永仲（གཡུང་དྲུང་། Yungdrung）在青海省玉樹藏族自治州雜多縣城十字街頭自焚。[62]
- 2016年12月8日：当天下午六时左右，来自阿坝若尔盖县的僧人贡确亚培在安多玛曲县自焚。
- 2022年2月25日：歌手才旺羅布在布達拉宮廣場自焚，隨後傳出死亡消息，死因不明。[63]

## 外部連結
- 11月4日，1位藏人自焚；11月7日，4位藏人自焚；72位自焚藏人简况及部分遗言 （页面存档备份，存于）